# Die LXV articulen Ons Heren Jhesu Christi

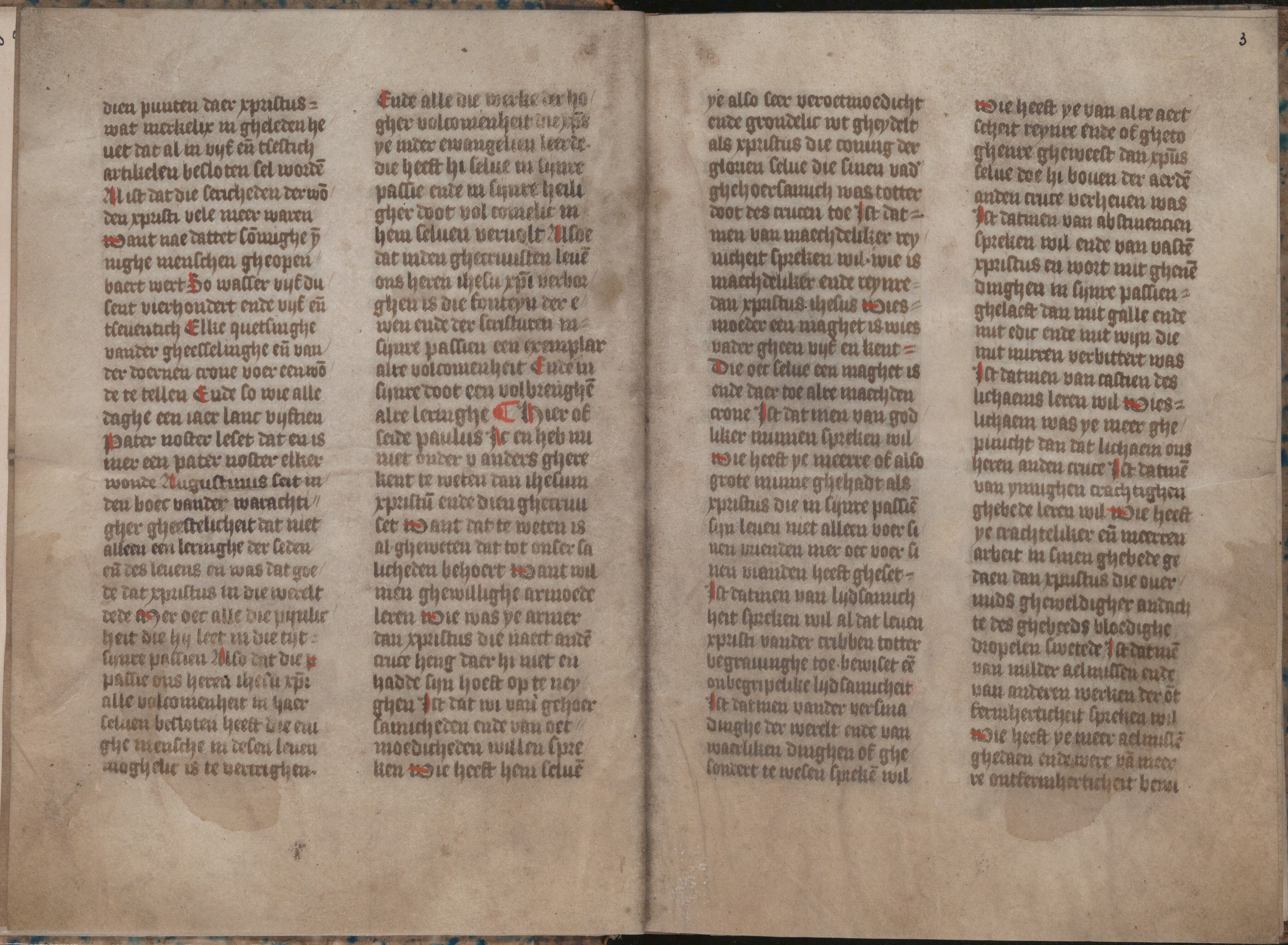
Fragment uit handschrift 979. Duidelijk eenvoudig en somber manuscript.

Die LXV articulen Ons Heren Jhesu Christi is een handschrift dat bewaard wordt in de Universiteitsbibliotheek Gent. Het is een Middelnederlandse vertaling van een Latijns origineel dat intensief verspreid werd over de gehele Nederlanden. Het is gecatalogiseerd als "handschrift 976".

## Handschrift 976
Handschrift 976 werd vervaardigd in de Zuidelijke Nederlanden in de eerste helft van de vijftiende eeuw. Het handschrift bevat de tekst van Die LXV articulen Ons Heren Jhesu Christi, wat een Middelnederlandse vertaling is van de Latijnse Meditationes de passione Christi van Jordanus van Quedlinburg. Het manuscript is 85 folio's lang en heeft een moderne gespikkelde halflederen band met rugopschrift. Het handschrift is sober met één enkele versierde initiaal aan het begin van de tekst.

## Jordanus de Quedlinburg
Jordanus van Quedlinburg is geboren omstreeks het eind van de 13e eeuwwisseling te Quedlinburg in Saksen en overleden in ca. 1380. Zijn Latijnse werken waren zeer verspreid, — en later ook nog gedrukt. Succes hadden vooral zijn Articuli LXV super passione Domini, preken over de lijdensgeschiedenis, die dan ook vertaald werden. Nog een belangrijk werk van de Duitse dominicaan is diens Opus postillarum et sermonum de tempore, een verzameling van 460 postillen en preken. Hieruit werden een aantal preken en de Meditationes de passione Christi in het Middelnederlands vertaald en zijn zo verspreid geraakt in de Nederlanden. Te oordelen naar de verspreiding van zijn werken in de Nederlanden was Jordanus van Quedlinburg op het einde van de middeleeuwen in onze gewesten in geestelijke kringen een bekend en geliefd schrijver. Hij ging in het augustijnenklooster van zijn vaderstad, wellicht in 1313. Hij studeerde aan het studium generale van zijn orde te Bologna en behaalde te Parijs het lectoraat in de theologie. Achtereenvolgens was hij lector te Erfurt en te Maagdenburg. Herhaaldelijk was hij provinciaal van Saksen-Thüringen. Na 1351 vervulde hij geen speciale functies meer, maar bracht zijn tijd door al prekend en schrijvend.